# Kommanditist
En kommanditist er den eller de personer, der hæfter begrænset med deres indskud i et kommanditselskab, modsat den eller de komplementarer, der hæfter ubegrænset og solidarisk. Kommanditister har altså en begrænset hæftelse og derved som regel også en begrænset indflydelse i selskabet, men ikke nødvendigvis, da konstruktionen gør det muligt, at der f.eks. indsættes et anpartsselskab, som ejes af kommanditisterne i fællesskab, og derved kan den bestemmende indflydelse føres tilbage til kommanditisterne gennem anpartsselskabet. 
Kommanditister bliver beskattet direkte i deres personlige indkomst af eventuelle overskud eller underskud, der måtte være i kommanditselskabet.